# Leucospis enderleini
Leucospis enderleini är en stekelart som beskrevs av William Harris Ashmead 1904. Leucospis enderleini ingår i släktet Leucospis och familjen Leucospidae. Inga underarter finns listade i Catalogue of Life.